# Pedro de Pau
Pedro de Pau fue el vicario general del Ducado de Atenas en nombre del príncipe Federico III de Aragón de 1359 a 1362.
Pedro de Pau fue nombrado vicario general de Atenas en 1359 para sustituir a Jaime Fadrique, el hijo de Alfonso Fadrique, conde de Salona e hijo del rey Federico II de Sicilia. Pedro tomó el poder en una situación difícil que fue aún más obstaculizada por su ambición y arrogancia. Tuvo problemas casi inmediatamente con Jaime Fadrique. Sus siguientes acciones provocaron la ira de los catalanes y condujeron a una rebelión, encabezada por Roger de Lauria. En 1362, fue asesinado en Tebas junto con sus seguidores. Como resultado de la revuelta Jaime Fadrique volvió a ser nombrado vicario general del Ducado de Atenas.